# Montreuil-Juigné
Montreuil-Juigné là một xã thuộc tỉnh Maine-et-Loire trong vùng Pays de la Loire phía tây nước Pháp. Xã này nằm ở khu vực có độ cao trung bình 50 mét trên mực nước biển.